# Zminec
Zminec este o localitate din comuna Škofja Loka, Slovenia, cu o populație de 391 de locuitori.